# Marble Bar
Marble Bar est une localité d'Australie-Occidentale et d'une formation géologique du Pilbara, réputée pour être l'endroit le plus chaud d'Australie.

## Histoire
En 1890, un chercheur d'or dénommé Francis Jenkins découvre dans la région des gisements aurifères. La ruée vers l'or qui s'ensuit fait que la localité a l'année suivante déjà une population qui dépasse les 5 000 habitants. En 1893, la localité est officiellement reconnue comme une ville sous le nom de Marble Bar, nom choisie en raison de la présence affleurante de jaspe qui ressemble à s'y méprendre à du marbre. 

## Climat
Le climat de Marble Bar est de type désert chaud et aride (type BWh selon la classification de Köppen), marqué par des étés étouffants et des hivers chauds. Du 31 octobre 1923 au 7 avril 1924, soit durant 160 jours d'affilée, la température y a toujours été au-dessus de 37,8 °C, ce qui constitue un record météorologique mondial.
| Mois                                | jan. | fév. | mars | avril | mai  | juin | jui. | août | sep. | oct. | nov. | déc. | année |
| ----------------------------------- | ---- | ---- | ---- | ----- | ---- | ---- | ---- | ---- | ---- | ---- | ---- | ---- | ----- |
| Température minimale moyenne (°C)   | 26,1 | 25,7 | 24,8 | 21,4  | 16,6 | 13,2 | 11,7 | 13,3 | 16,7 | 20,3 | 23,6 | 25,5 | 19,9  |
| Température moyenne (°C)            | 40,1 | 37,8 | 36,3 | 35,3  | 30,7 | 26,2 | 26,5 | 29   | 33,5 | 37,2 | 39,2 | 40,1 | 34,3  |
| Température maximale moyenne (°C)   | 41   | 39,8 | 39   | 36    | 30,7 | 27,1 | 26,8 | 29,6 | 33,9 | 37,6 | 40,5 | 41,6 | 35,3  |
| Record de froid (°C)                | 18,9 | 13,9 | 15   | 10    | 5,6  | 1,1  | 2,2  | 3,9  | 5,6  | 10   | 14,4 | 17   | 1,1   |
| Record de chaleur (°C)              | 49,2 | 48,3 | 46,7 | 45    | 39,5 | 35,8 | 35   | 37,2 | 42,6 | 46   | 47,2 | 49,3 | 49,3  |
| Précipitations (mm)                 | 76,3 | 87,8 | 56,7 | 21,9  | 23   | 23   | 12,6 | 6,4  | 0,9  | 3,8  | 9,1  | 39,6 | 361,1 |
| Nombre de jours avec précipitations | 7,4  | 7,7  | 4,9  | 1,9   | 2,4  | 2,3  | 1,5  | 0,9  | 0,3  | 0,6  | 1,5  | 4,6  | 36    |

Lors de la canicule sévissant sur l'Australie à la fin de 2018, la station météorologique locale de Marble Bar enregistre le 27 décembre une température de 49,3 °C,, ce qui constitue le record local et à seulement 0,2 °C du record australien et mondial de chaleur pour un mois de décembre.